# Luis Muñoz Marín
José Luis Alberto Muñoz Marín (San Juan, 18 de febrero de 1898-Ib., 30 de abril de 1980) fue un escritor, senador y primer gobernador de Puerto Rico durante 16 años, electo democráticamente por los residentes de dicha isla. Trabajó junto al gobierno de los Estados Unidos para conseguir una Constitución para Puerto Rico que creara condiciones favorables para que la isla pudiera alcanzar progreso tanto económico como político.

## Carrera política

### Senador
En 1932, se une a las filas del Partido Liberal y sirve como editor del Periódico La Democracia.  
En 1937, Muñoz tuvo diferencias con el líder Liberal Antonio Barceló que lo llevaron a ser expulsado del partido. Muñoz y un grupo de seguidores formaron entonces la Acción Social Independentista, que luego se convirtió en el Partido Popular Democrático (PPD) en 1938.

### Presidente del Senado
En 1940, el PPD obtuvo una sorpresiva victoria mayoritaria en el Senado de Puerto Rico. Muñoz fue elegido presidente de ese cuerpo.
Durante su término, Muñoz abogó por los derechos de la clase obrera de la isla. Junto al Gobernador Rexford Tugwell y a la Cámara de Representantes, logró legislar para conseguir reformas agrícolas y económicas. En 1944, el PPD vuelve a ganar la mayoría de los escaños en el Senado. 
En 1947 se aprobó en el Congreso de los Estados Unidos la Ley 447 que facultaba al pueblo de Puerto Rico a elegir el gobernador. Un año más tarde, bajo la presidencia de Muñoz del Senado, se aprobó la Ley 53, conocida como la Ley de la Mordaza, la cual desató una década de represión política. Esta ley ayudaría al nuevo gobernador a ejercer su puesto sin miedo de deshacerse de la oposición política, especialmente del sector independentista-nacionalista. En las elecciones generales de 1948 se eligió a Luis Muñoz Marín como el primer gobernador puertorriqueño elegido por el voto del pueblo de Puerto Rico, y el 2 de enero de 1949 toma posesión oficialmente del cargo.
Su cambio de posición al desistir de buscar la independencia de Puerto Rico le ganó el rencor de líderes independentistas, entre ellos Pedro Albizu Campos, que lo consideraron un traidor. La represión legalizada por medio de la Ley de la Mordaza, la perpetuación del estatus colonial y la liberación de Albizu Campos fueron varios de los factores para que en la Isla se fuera preparando un levantamiento en armas. El 30 de octubre de 1950, un grupo de puertorriqueños nacionalistas, junto al Partido Nacionalista, organizaron la Revolución Nacionalista. Este levantamiento en armas tuvo como objetivo declarar la independencia de Puerto Rico, lo cual ocurrió en Jayuya. Además, se realizó un ataque a la mansión del Gobernador-La Fortaleza. Dos días después se atacó la casa Blair, donde el presidente estadounidense Harry Truman se hospedaba y al Capitolio de los Estados Unidos.

### Creación del Estado Libre Asociado
Aprobada la Ley 600 por el Congreso, aprobada en el referéndum por el pueblo de Puerto Rico el 4 de junio de 1951, dispuestas por la Asamblea Legislativa de Puerto Rico las elecciones para delegados a la Convención Constituyente y electos sus miembros por el pueblo el 27 de agosto de 1951, la Convención formuló la constitución para un estado político, creado por el pueblo de Puerto Rico a base de su derecho natural, dentro de su convenio de unión con Estados Unidos. La Asamblea Constituyente aprueba la Constitución el 6 de febrero de 1952. El estado puertorriqueño asumió el nombre de Estado Libre Asociado. Sometida la Constitución a la consideración del pueblo, recibió su aprobación en nuevo referéndum el 3 de marzo de 1952. Presentada al Congreso de Estados Unidos, de acuerdo con los términos de la Ley 600, el Congreso, mediante Resolución Conjunta (Ley 447 de 1952), aprobó la ley y el presidente Harry S. Truman refrenda con su firma una Resolución del Congreso y se ratifica con ella la Constitución puertorriqueña el 3 de julio de 1952. El 25 de julio de 1952 el gobernador Muñoz Marín proclama en acto público en San Juan la Constitución del Estado Libre Asociado, en donde se iba a ver por primera vez y oficialmente la bandera monoestrellada de Puerto Rico.

### Gobernador
Durante el período gubernatorial de una duración de 16 años (1948-1964), se impulsó un desarrolló en el área industrial, económica, social y política. Se establecen para Muñoz tres grandes proyectos los cuales desarrolla durante este período: la Operación Manos a la Obra, la Operación Estado Libre Asociado y la Operación Serenidad.
Un ambicioso proyecto de industrialización conocido como el proyecto «Manos a la Obra», junto a una efectiva reforma agraria enfocada en la industria azucarera, ayudó a mover la economía de la isla. El proyecto permitía a compañías norteamericanas construir nuevas industrias en la isla y recibir subsidios económicos y exenciones de impuestos. Esto atrajo grandemente a las industrias extranjeras que comenzaron a mover la economía y proveerle empleos a los puertorriqueños.
Muñoz también lanzó el proyecto «Operación Serenidad», que se enfocaba en promoveer las artes y la educación. Bajo este proyecto se formuló traer un evento de alta cultura. En esta gestión se invitó a Pablo Casals a visitar Puerto Rico y establecer un festival de música clásica de impacto internacional. A su vez, crear un Conservatorio de Música para desarrollar músicos locales capaces de ir sosteniendo el festival que se ha conocido hasta el momento como el Festival Casals.

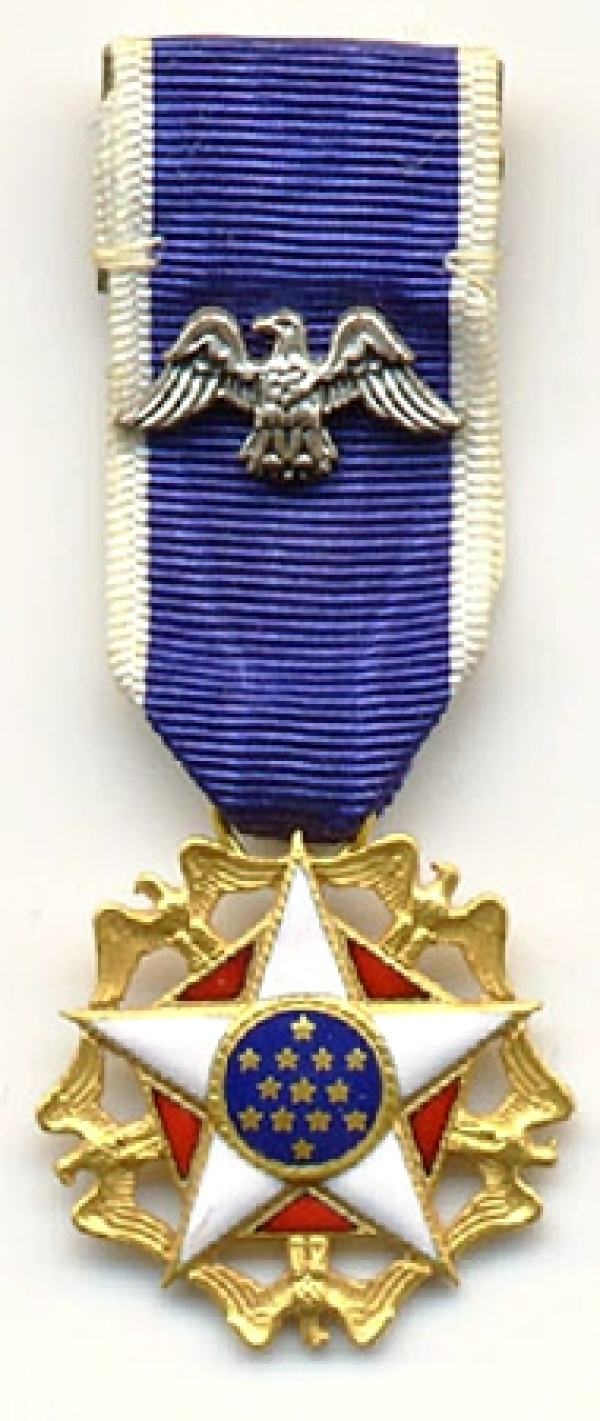
Se le otorgó la Medalla Presidencial de la Libertad en 1963.

Fue durante este período cuando se estrecharon las relaciones entre varios países de América Latina y Puerto Rico. El gobernador Muñoz Marín cultivó una gran amistad con varios líderes democráticos latinoamericanos como el presidente de Costa Rica, José A. Figueres, el presidente de Colombia, Alberto Lleras Camargo, los presidentes de Venezuela, Rómulo Gallegos y Rómulo Betancourt y el presidente de la República Dominicana, Juan Bosch, entre otros. Fue Muñoz un verdadero conocedor de la situación de América Latina; y por esta razón, varios presidentes de los Estados Unidos le pedían asesoramiento sobre lo que debe de ser la política de los Estados Unidos en América Latina.
En 1964, Muñoz decidió no postularse otra vez a la gobernación. En su lugar, el Secretario de Estado Roberto Sánchez Vilella se postuló y finalmente ganó el puesto de Gobernador.

## Retiro, muerte y legado

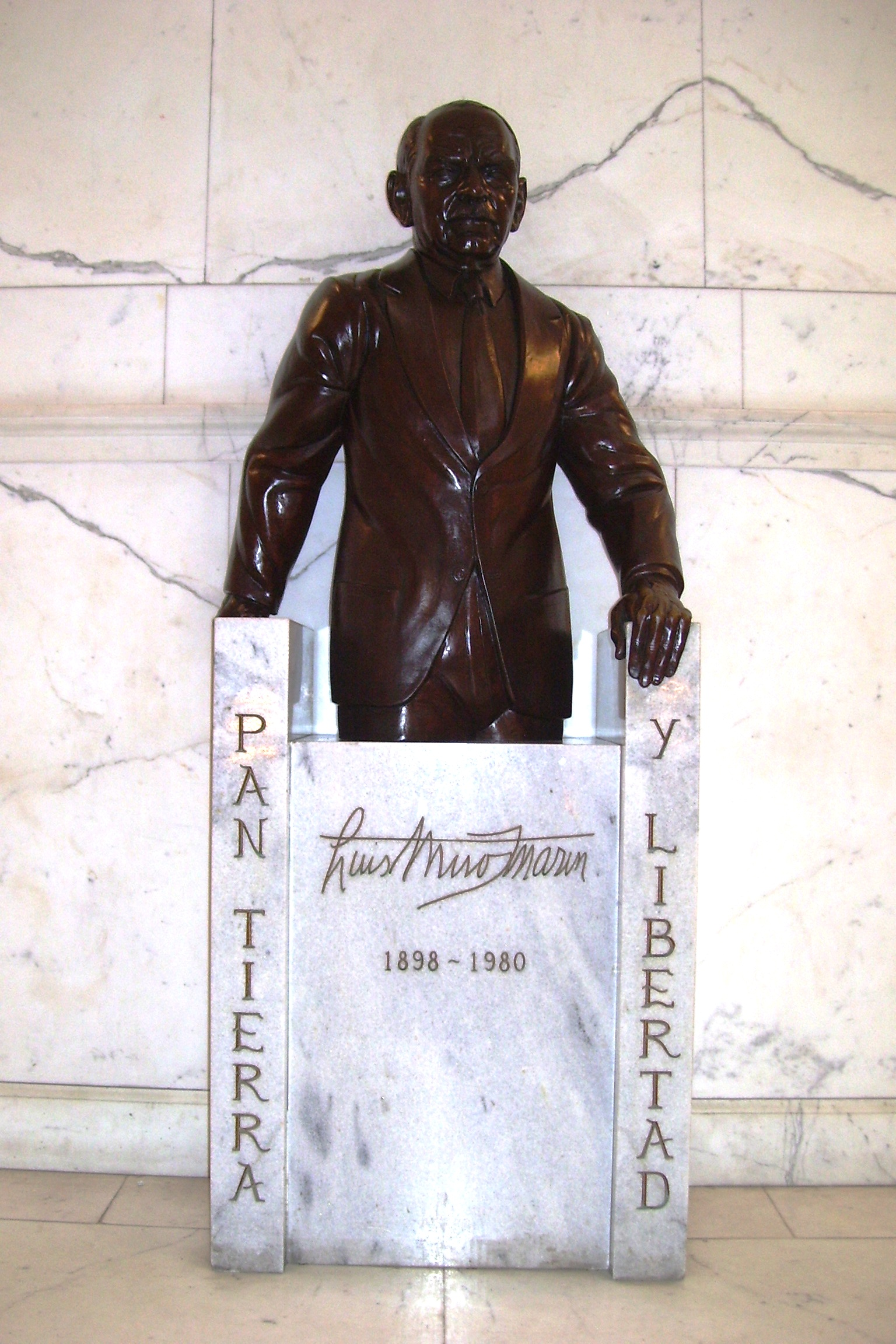
Escultura de Muñoz Marín en el Capitolio de Puerto Rico.

Luego de dejar el puesto de Gobernador, Muñoz Marín continuó en la política activa, sirviendo como senador hasta 1968. Ese año, Muñoz tuvo una seria disputa con el entonces gobernador Roberto Sánchez Vilella, quien había sido Secretario de Estado y mano derecha en su largo gobierno de 16 años. El gobierno de Sánchez fue distinguido por ser uno de avanzada en la administración pública. Eran aquellos años de cambio en la visión de gobernar. Muñoz, quien aún era una figura influyente en el Partido Popular, no apoyó al Gobernador Sánchez en su deseo de aspirar a un segundo término. Sánchez procedió a fundar su propio partido, el Partido del Pueblo y se postuló a la gobernación. Muchos de los electores del Partido Popular le dieron su apoyo al Gobernador Sánchez, ocasionando la primera derrota del Partido Popular en unas elecciones. La amistad de décadas de Muñoz y Sánchez se vio seriamente afectada por este evento.
Luego de la derrota en las elecciones de 1968, Muñoz viajó por toda Europa y se reunió con figuras políticas de ese tiempo. Regreso a Puerto Rico en 1972 para promover la candidatura de Rafael Hernández Colón, el nuevo líder del Partido Popular Democrático.

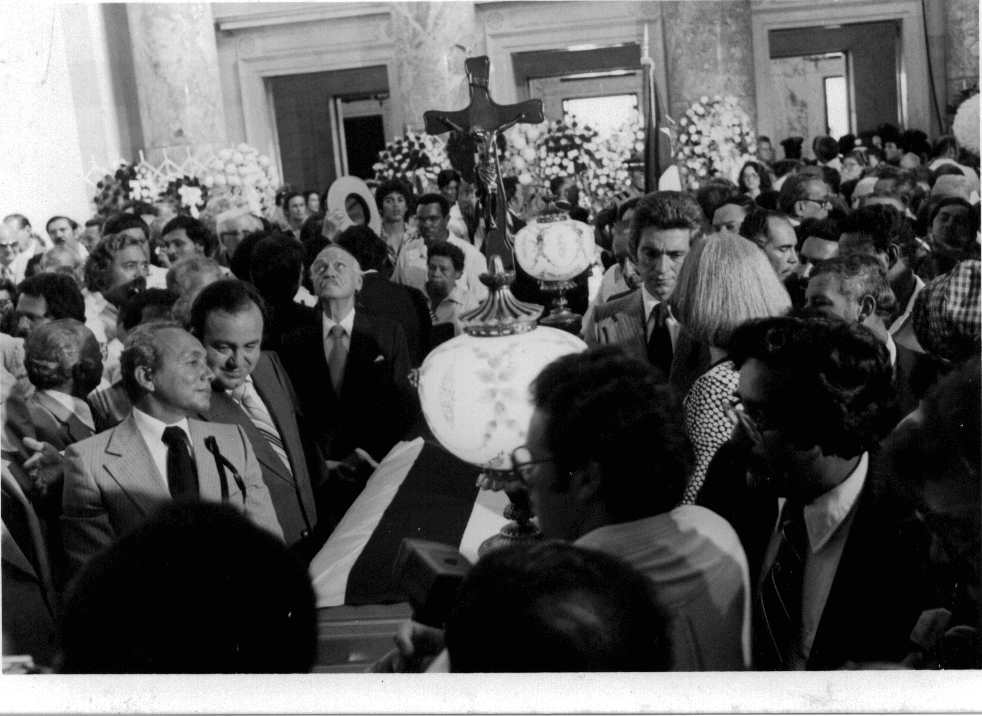
Funeral de Luis Muñoz Marín.

El 30 de abril de 1980, el Vate falleció a sus 82 años de edad, luego de sufrir severas complicaciones a causa de un derrame cerebral. Su funeral fue un evento estatal donde miles de puertorriqueños le dijeron adiós a una de las figuras más controversiales de la historia puertorriqueña.
Para algunos, Muñoz nunca cumplió la promesa de independencia para Puerto Rico, sino que cimentó el actual estatus de Estado Libre Asociado. Otros ven a Muñoz como la persona que trajo una nueva era a Puerto Rico, trayendo cambios sociales y ayudando a industrializar la isla. Muñoz recibió la Medalla de la Libertad de parte del Presidente John F. Kennedy y apareció dos veces en la portada de la revista TIME. Los artículos lo llamaron "...una de las figuras más influyentes de nuestros tiempos, cuyas obras serán recordadas por muchos años."
Su hija Victoria "Melo" Muñoz Mendoza también formó parte de la política puertorriqueña y en 1992 se convirtió en la primera mujer en la historia en aspirar a la gobernación de Puerto Rico, aunque fue derrotada. El principal aeropuerto de la isla lleva el nombre del primer Gobernador democráticamente electo de Puerto Rico

### Citas
- "Tenemos en nuestra mano el tesoro inmenso de una semilla. Según la sembremos y la amparemos será la cosecha que ahora y en el futuro recojan las gentes que habitan y que entonces habiten esta tierra de Puerto Rico."

- "Los parques son los pulmones que las ciudades necesitan para respirar."

- "Para que los frutos sean abundantes y buenos, el árbol tiene que ser fuerte. Para que el árbol sea fuerte, las raíces tienen que ser sanas y vigorosas. Las raíces son ustedes..."

- "La inteligencia de nuestra gente es uno de nuestros grandes recursos naturales para el desarrollo de una civilización cada día mejor."

- "Que cada vida sirva mejor a la nobleza del espíritu que la anima, cada mano mejor a la Tierras que cultiva, a la herramienta que usa, y así a su justicia y a la libertad de todos."

- "Le digo al puertorriqueno: Conserva el suelo del espíritu, que es origen de todo lo que vive, cámbiale y mejórale semillas y cosechas que es manera de hacer mejor la tierra, de hacer mejor la cultura, para la gente y para la vida buena de la gente."

| Predecesor: Jesús T. Piñero | Gobernador de Puerto Rico 1949-1965 | Sucesor: Roberto Sánchez Vilella |

## Cultura
Un retrato de Muñoz Marín en óleo sobre lienzo, pintado por el artista Francisco Rodón (entre los años 1974 a 1977) es considerada como una pieza representativa del arte contemporáneo puertorriqueño. La Galería Nacional de Retratos (Instituto Smithsonian), institución que acogió el trabajo, narra la historia de los Estados Unidos a través del arte del retrato. Joakim Lindengren, una artista en Suecia, hizo cómics satíricos de Muñoz Marín en Estados Unidos de Banana, la novela gráfica de Giannina Braschi (Gotemburgo, Suecia, 2016). El sello Muñoz Marín (un grabado rojo) se emitió el 18 de febrero de 1990 como parte de la serie “Grandes de Americanos”. Un retrato de Muñoz apareció dos veces en la portada de la revista TIME (el 23 de junio de 1958 y el 2 de mayo de 1949)